# Lysandra centrialbescens
Lysandra centrialbescens är en fjärilsart som beskrevs av Bright och Leeds 1938. Lysandra centrialbescens ingår i släktet Lysandra och familjen juvelvingar. Inga underarter finns listade i Catalogue of Life.